# Turiec (dopływ Sajó)
Turiec – rzeka w środkowej Słowacji, w dorzeczu Dunaju. Długość – 46,2 km.
Na południowych zboczach Krasu Murańskiego, w okolicy przełęczy Dielik, biorą początek rzeki Zachodni i Wschodni Turiec (Západný Turiec i Východný Turiec). Rzeki te płyną równolegle na południowy wschód i w okolicy wsi Gemerská Ves łączą się w rzekę Turiec. Rzeka ta wpada do rzeki Sajó w okolicy wsi Včelince, na południe od miasta Tornaľa.
Inna rzeka o nazwie Turiec, dopływ rzeki Wag, płynie w zachodniej Słowacji.